# Banco Obrero
El Banco Obrero (BO) fue una institución creada en Venezuela el 30 de junio de 1928, adscrita al entonces Ministerio de Fomento, cuya función era facilitar a los obreros pobres la adquisición de casas urbanas. Lo que en sus inicios fue sólo un ente financista se transformó con el pasar de los años en un organismo encargado de la planificación, el diseño y la construcción de viviendas para las clases media y obrera del país.
Luego, 47 años después, mediante decreto Nº 908 de fecha 13 de mayo de 1975 en Banco Obrero fue transformado en el Instituto Nacional de la Vivienda (INAVI).

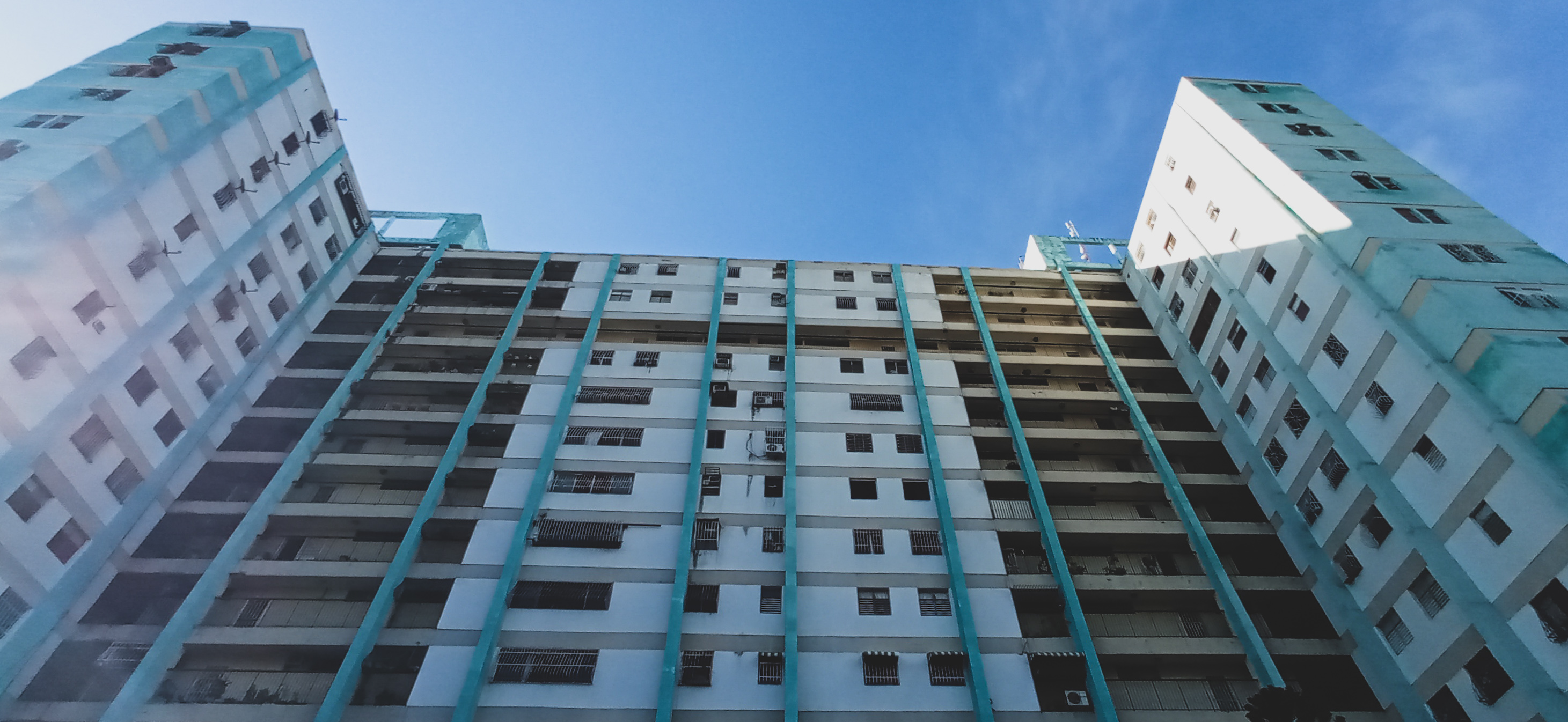
Bloque 45 de la urbanización Las Acacias en Maracay, construido como proyecto del Banco Obrero

- Datos: Q5718000